# Хендри, Джо
Джо Хендри (англ. Joe Hendry, род. 2 мая 1988, Эдинбург) — шотландский рестлер, борец и музыкант. С сентября 2022 года он выступает в Total Nonstop Action Wrestling (TNA), а с июня 2024 года выступает в WWE на бренде NXT в рамках рабочего партнерства между TNA и WWE. В TNA Хендри является бывшим однократным и самым продолжительным чемпионом TNA в цифровых медиа.
Помимо различных независимых промоушенов, Хендри известен своими выступлениями в родной Шотландии в Insane Championship Wrestling (ICW) с 2013 по 2019 год, где он был однократным командным чемпионом ICW, и в Англии в New Generation Wrestling с 2015 по 2018 год и Defiant Wrestling (ранее What Culture Pro Wrestling) с 2016 по 2018 год. Он также выступал в Ring of Honor, сначала в 2016 году, а затем с 2018 по 2022 год, а также в World of Sport Wrestling с 2018 по 2019 год. В 2018 году он впервые выступил в Impact Wrestling (переименованной в TNA в 2024 году), а затем вернулся в компанию в сентябре 2022 года. В 2014 году Хендри впервые появился в WWE, а в 2024 году вернулся в NXT благодаря рабочему партнерству между TNA и WWE.
Хендри — выдающийся борец-любитель, он завоевал титулы чемпиона Великобритании по вольной и греко-римской борьбе среди взрослых. Хендри представлял Великобританию на международном уровне по вольной борьбе на чемпионате Содружества в 2017 году, а затем получил место в сборной Шотландии по вольной борьбе на Играх Содружества 2018 года.

## Карьера в рестлинге

### WWE (2014, с 2024)
В 2014 году Хендри появился в роли российского дипломата в эпизоде Raw от 10 ноября вместе с Русевом и Ланой. Он также неоднократно появлялся в роли одного из «бутонов» Адама Роуза.
18 июня 2024 года Хендри дебютировал в WWE на шоу NXT в качестве одного из представителей TNA в баттл-рояле на 25 человек для определения первого претендента на титул чемпиона NXT, где был сразу же выброшен Фрэнки Казарианом. В эпизоде NXT от 9 июля Хендри появился в качестве партнера Трика Уильямса по команде после того, в матче они победили чемпиона NXT Итана Пейджа и Шона Спирса. На 1 неделе NXT: The Great American Bash 30 июля Хендри провел свой первый концерт в WWE. «Галлус» (Джо Коффи, Марк Коффи и Вольфганг), которому не нравились выступления Хендри в NXT, напал на Хендри в середине его концерта, и матч между Хендри и Джо Коффи был официально назначен на следующую неделю, где Хендри одержал победу. В эпизоде NXT от 20 августа Хендри победил Пита Данна и Уэса Ли в матче за претенджетсво на титул чемпиона NXT на шоу NXT No Mercy. На шоу 1 сентября Хендри не смог отобрать титул у Пейджа.
1 февраля 2025 года Хендри появился на шоу Royal Rumble, став 15-м участником «Королевской битвы». Он был выброшен с ринга Романом Рейнсом. Хендри неожиданно дебютировал на WrestleMania, ответив на открытый вызов Рэнди Ортона на WrestleMania 41, после того как его первоначальный соперник Кевин Оуэнс не смог принять участие в бою из-за травмы шеи. В итоге он проиграл в этом матче.

## Титулы и достижения

### Борьба
- - Бронзовая медаль Чемпионата Великобритании в вольном стиле среди взрослых 2018[9]
  - Золотая медаль Чемпионата Великобритании по греко-римской борьбе среди взрослых 2018[9]
  - Золотая медаль чемпионата Англии в вольном стиле среди взрослых 2018[10]
  - Золотая медаль Чемпионата Великобритании в вольном стиле среди взрослых 2017[11]
  - Серебряная медаль закрытого чемпионата Великобритании в вольном стиле среди взрослых 2017[12]
  - Золотая медаль открытого чемпионата в вольном стиле среди взрослых 2017[13]
  - Серебряная медаль открытого чемпионата Шотландии в вольном стиле среди взрослых 2015 года[14]
  - Бронзовая медаль открытого чемпионата в вольном стиле среди взрослых 2015 года[15]

### Рестлинг
- Community Pro Wrestling
  - Чемпион CPW в тяжёлом весе (1 раз)[16]
- British Wrestling Revolution
  - Чемпион BWR в тяжёлом весе (1 раз)[17]
- DDT Pro-Wrestling
  - Чемпионство железных людей в хеви-металлическом весе (1 раз)
- Discovery Wrestling
  - Чемпион Y-дивизиона (1 раз)[18]
- Fight Forever Wrestling
  - Чемпион мира Fight Forever среди мужчин (1 раз)
- Total Nonstop Action Wrestling
  - Чемпион мира TNA (1 раз)
  - Чемпион Impact в цифровых медиа (1 раз)[19]
  - Кубок Глазго (2023)
- Insane Championship Wrestling
  - Командный чемпион ICW (1 раз) — с Дэйви Боем[20]
  - ICW Tag Team Title Tournament (2016) — с Дэйви Боем[21]
- New Generation Wrestling
  - Командный чемпион NGW (1 раз) — с Кидом Файтом и Львиным Сердцем[22]
- Pride Wrestling
  - Чемпион N7 (1 раз)[23]
- Pro Wrestling Elite
  - Чемпион PWE в тяжёлом весе (1 раз)[24][25]
- Pro Wrestling Illustrated
  - № 84 в топ 500 рестлеров в рейтинге PWI 500 в 2023[26]
- Pro Wrestling Ulster
  - Чемпион PWU All-Ulster (2 раза)[27]
- Reckless Intent Wrestling
  - Чемпион мира Reckless Intent (1 раз)[28]
  - Чемпион Великобритании Reckless Intent (1 раз)
- Respect Pro Wrestling
  - Чемпион Respect Pro Wrestling (1 раз)[29]
- Ring of Honor
  - Награды ROH по итогам года (1 раз)
    - Лучший выход (2020)[30]
- Scottish Wrestling Alliance
  - Чемпион Laird of the Ring SWA (1 раз)[31]
- Scottish Wrestling Entertainment
  - Чемпион SWE в тяжёлом весе (1 раз)[32]
- Scottish Wrestling Network
  - Награды SWN (2 раза)
    - Награда «Выдающееся признание» за универсальность в спорте (2018)[33][34]
    - Борец года по версии Адама (2018)[34]
- What Culture Pro Wrestling / Defiant Wrestling
  - Чемпион WCPW (1 раз)[35]
  - Интернет-чемпион Defiant (1 раз)
  - Победитель битвы им. Курта Энгла (2016)[36]